# Этот тихий голос
«Этот тихий голос» (англ. That Still Small Voice) — пятый эпизод американского телевизионного сериала в жанре фэнтези «Однажды в сказке». Премьерный показ серии в США состоялся 27 ноября 2011 года на телеканале ABC. Центральный персонаж эпизода — Джимини Крикет (говорящий сверчок из сказки Пиноккио).

## Сюжет

### В Зачарованном лесу
Мальчик Джимини вынужден заниматься карманными кражами во время представлений уличного театра, которым заправляют его родители (Гарри Грёнер и Кэролайн Хеннеси). Спустя годы уже взрослый Джимини (Рафаэль Сбардж) продолжает воровать по просьбе своих родителей. После одного из представлений Джимини знакомится с маленьким мальчиком, который советует ему следовать за своей совестью. Джимини идёт к Румпельштильцхену (Роберт Карлайл), который даёт ему зелье, способное «изменить его родителей». Тем же вечером Джимини с родителями просятся на ночлег к семейной паре, где рассказывают им о якобы надвигающейся чуме и предлагают купить им целебное снадобье. Джимини вручает им пузырёк, но чувствует угрызения совести. Он выливает зелье Румпельштильцхена на своих родителей и обнаруживает, что его отец подменил пузырьки. Джимини возвращается в дом той пары и обнаруживает, что они выпили снадобье Румпельштильцхена и превратились в деревянных кукол; в комнату забегает испуганный сын пары Джепетто, тот самый мальчик, который днём ранее познакомился с Джимини. Джимини смотрит на звёзды и пытается загадать желание. Голубая фея (Киган Коннор Трейси) хочет помочь ему, но не может вернуть родителей мальчика; Джимини просит её превратить его в говорящего сверчка, чтобы оставаться вместе с Джепетто.

### В Сторибруке
Доктор Арчи Хоппер (Джимини) продолжает сеансы терапии с Генри (Джаред Гилмор). Эмма Свон (Дженнифер Моррисон) становится помощником шерифа. Как только она надевает значок, в заброшенной шахте происходит взрыв и образуется загадочный тоннель. Генри убеждён, что взрыв связан с Эммой, которая спасёт Сторибрук и его жителей. Приёмная мать Генри Реджина Миллс (Злая королева, Лана Паррия) не довольна терапией Арчи Хоппера и грозится уволить его. Арчи напуган и говорит Генри, что проклятие и сказочные персонажи — лишь его воображение. Генри сбегает в слезах и решает найти доказательства существования сказочного мира в заброшенных шахтах. Эмма, Реджина и Арчи отправляются на поиски Генри; Арчи спускается в шахту, и вход в неё заваливается. Реджина по предложению Марко решает взорвать вход, однако это делает ситуацию ещё более опасной. Собака Арчи, Понго, учуяла их под землёй, на месте, где ранее был подземный лифт. Эмма пробивается к ним и спасает Генри и Арчи. Арчи заявляет Реджине, что впредь намерен проводить сеансы с Генри так, как он считает нужным и больше не боится её угроз. Тем временем Мэри Маргарет (Джиннифер Гудвин) продолжает видеться с Дэвидом (Джошуа Даллас), но встретившись с женой Дэвида решает избегать встреч и увольняется с должности волонтёра из больницы.

### Открывающая сцена
Появляется веретено.

## Съёмки
Сценарий для эпизода написала Джейн Эспенсон, режиссёром стал Пол Эдвардс, известный по своей работе в сериале Остаться в живых.
В интервью для The Hollywood Reporter, актёр Рафаэль Сбардж отметил сходство сериала с концепцией Остаться в живых, где так же параллельно текущему сюжету раскрывалось прошлое каждого героя. Сбардж пояснил, что это поможет «раскрыть для зрителей весь этот мир». В другом интервью актёр рассказал, что сначала испугался своей роли, но затем понял, что именно он подходит для неё. Аллюзией на сериал Остаться в живых стали шоколадки Apollo, которые несколько раз появляются в кадре (этот шоколад изготавливала корпорация DHARMA Initiative). Собаку Арчи Хоппера — далматина по кличке Понго — зовут так же, как главного героя той же породы из мультфильма 101 далматинец.

## Отзывы
Поскольку эпизод транслировался в выходные на День благодарения и параллельно с трансляцией матча Национальной Футбольной Лиги, его рейтинги упали на 11 % и составили 3,4/8 среди аудитории 18-49 лет и 5,9/8 среди общего количества зрителей, всего серию посмотрели 10,7 миллионов телезрителей. Сериал занял 3 место в таймслоте после Football Night In America канала NBC и 60 Minutes на CBS.
В рецензии эпизода от AOL TV дана положительная оценка эпизода, в частности, благодаря развитию характеров персонажей. Издание Entertainment Weekly также оставило благоприятный отзыв о серии.